# روب بورتمان
روبرت جونس بورتمان (بالإنجليزية: Robert Jones Portman)‏ هو سياسي أمريكي من الحزب الجمهوري ولد في يوم 19 ديسمبر 1955 في سينسيناتي في أوهايو. هو عضو في مجلس الشيوخ الأمريكي كممثل عن ولاية أوهايو منذ سنة 2011. وسبق له أن كان عضو في مجلس النواب الأمريكي من سنة 1993 إلى سنة 2006.